# Championnats du monde de cyclisme sur route 2013
Navigation
Fauquemont 2012 Ponferrada 2014

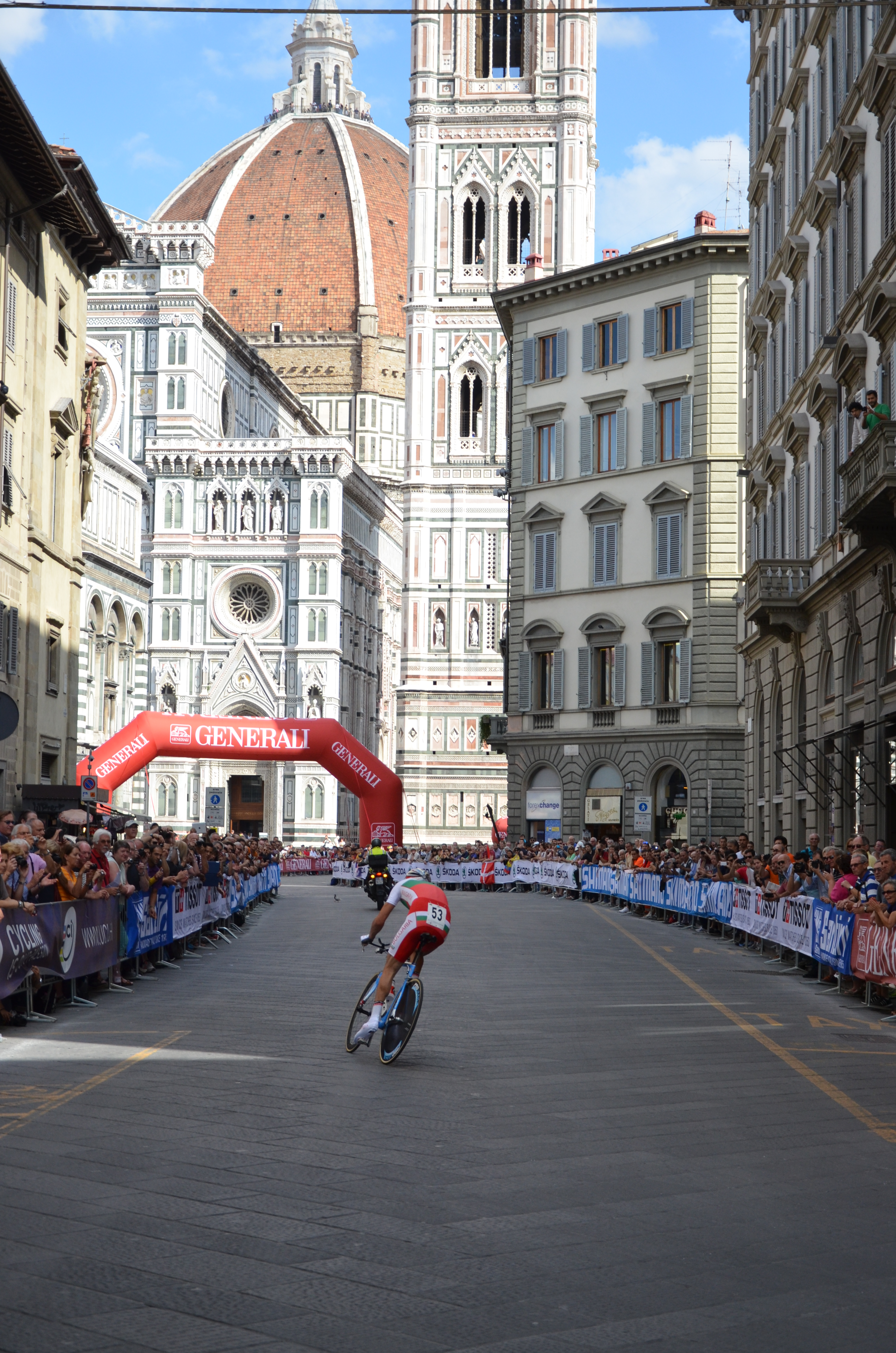
Spas Gyurov au championnat du monde du contre-la-montre

Les Championnats du monde de cyclisme sur route 2013 ont eu lieu à Florence du 22 au 29 septembre 2013, en Italie. Elle n'a jamais accueilli les championnats du monde ; la dernière ville italienne à les avoir accueillis est Varèse en 2008.
Les autres villes candidates à l'organisation de cette édition des championnats du monde sur route étaient : Gênes, en Italie également, Hooglede-Gits, en Belgique et Ponferrada en Espagne (qui accueille l'édition suivante).

## Présentation

### Mascotte
Le 26 octobre 2012, les organisateurs dévoilent la mascotte de l'événement, Pinocchio, personnage inventé par l'écrivain florentin Carlo Collodi. Le pantin de bois est vêtu d'un pull arc-en-ciel et d'un chapeau avec le même motif. Le choix de Pinocchio, dont le nez grandit lorsqu'il ment, semble être significatif après les révélations de l'affaire dopage de Lance Armstrong. Cependant, la décision de la mascotte, a été prise beaucoup plus tôt selon les organisateurs.

### Système de sélection

#### Course en ligne - hommes élite
Il a été fixé par une décision du comité directeur de l'Union cycliste internationale des 23 et 24 janvier 2013. Les nations autorisées à participer aux épreuves et le nombre de coureurs qu'elle peuvent y envoyer sont déterminés en fonction des différents classement édités par l'UCI au 15 août 2013.
Les dix premières nations au classement UCI World Tour par pays peuvent inscrire 14 coureurs, dont 9 partants. Une nation ayant moins de neuf coureurs classés au classement World Tour individuel part cependant avec le nombre de coureurs classés. Si ce nombre est inférieur à six, elle part avec six coureurs. Elle peut toutefois récupérer ces places perdues via son circuit continental. Les places perdues sont réattribuées aux nations classées à partir de la onzième place du classement mondial, à raison d'une place supplémentaire par nation. Les nations concernées sont : l'Espagne, la Colombie, le Royaume-Uni (12 coureurs dont 8 partants), l'Italie, les Pays-Bas, l'Australie, la France, la Pologne, la Suisse et la Slovaquie (9 coureurs dont 6 partants).
La première nation au classement de l'UCI Africa Tour (en excluant une nation qui se serait déjà qualifiée via l'UCI World Tour) peut inscrire 9 coureurs, dont 6 partants ; les deux suivantes 5 dont 3 partants. Cela concerne respectivement le Maroc, l'Érythrée et l'Algérie.
Les deux premières nations au classement de l'UCI America Tour (en excluant une nation qui se serait déjà qualifiée via l'UCI World Tour) peuvent inscrire 9 coureurs, dont 6 partants. Cela concerne les États-Unis et le Venezuela (11 coureurs dont 7 partants). Les troisièmes, quatrièmes et cinquièmes nations en inscrivent 5 dont 3 partants. Cela concerne le Mexique, le Brésil et le Canada.
La première nation au classement de l'UCI Asia Tour (en excluant une nation qui se serait déjà qualifiée via l'UCI World Tour) peut inscrire 9 coureurs, dont 6 partants ; les deuxièmes, troisièmes et quatrièmes en inscrivent 5 dont 3 partants. Cela concerne l'Iran, le Kazakhstan, Hong Kong et la Malaisie.
La première nation au classement de l'UCI Oceania Tour (en excluant une nation qui se serait déjà qualifiée via l'UCI World Tour) peut inscrire 5 coureurs dont 3 partants. Il s'agit de la Nouvelle-Zélande.
Les nations classées de la première à la sixième place de l'UCI Europe Tour, sans compter celles qualifiées via l'UCI World Tour, peuvent inscrire 9 coureurs, dont 6 partants. Les nations concernées sont : l'Ukraine, l'Allemagne, la République tchèque, la Belgique (11 coureurs dont 7 partants), la Slovénie et l'Autriche. Les nations classées de la septième à la seizième place en inscrivent 5 dont 3 partants. Les nations concernées sont : la Russie, le Danemark, la Suède, la Norvège, le Portugal, la Croatie, la Turquie et la Lettonie.
Parmi les nations figurant au classement mondial non encore qualifiées :
- celles ayant un coureur classé parmi les 100 premiers au classement UCI World Tour peuvent inscrire 5 coureurs, dont 3 partants. Cela concerne le Costa Rica, l'Estonie, l'Irlande (6 coureurs dont 4 partants) et la Lituanie.
- celles ayant trois coureurs classés au classement UCI World Tour peuvent inscrire 5 coureurs, dont 3 partants. Ne concerne aucune nation.
- celles ayant deux coureurs classés au classement UCI World Tour peuvent inscrire 3 coureurs, dont 2 partants. Cela concerne l'Afrique du Sud.
- celles ayant un coureur classé au classement UCI World Tour peuvent inscrire 2 coureurs, dont 1 partant. La Biélorussie, la Finlande et le Luxembourg sont concernés.

Parmi les nations des circuits continentaux non encore qualifiées :
- les nations africaines ayant un coureur parmi les 5 premiers au classement de l'UCI Africa Tour peuvent inscrire 2 coureurs, dont 1 partant. La Tunisie est concernée.
- les nations américaines ayant un coureur parmi les 20 premiers au classement de l'UCI America Tour peuvent inscrire 2 coureurs, dont 1 partant. L'Argentine et l'Équateur sont concernés.
- les nations asiatiques ayant un coureur parmi les 5 premiers au classement de l'UCI Asia Tour peuvent inscrire 2 coureurs, dont 1 partant. Aucune nation concernée.
- les nations européennes ayant un coureur parmi les 200 premiers au classement de l'UCI Europe Tour peuvent inscrire 2 coureurs, dont 1 partant. Cela concerne : la Serbie, la Hongrie, la Bulgarie, la Roumanie, la Moldavie et la Grèce.
- les nations océaniennes ayant un coureur parmi les 5 premiers au classement de l'UCI Oceania Tour peuvent inscrire un coureur au départ. Aucune nation concernée.

Si le pays organisateur pouvait inscrire 5 coureurs, donc 3 partants, alors il peut inscrire 9 coureurs dont 6 partants. L'Italie a cette année déjà 9 coureurs.

#### Course en ligne - femmes élite
Les cinq premières nations du classement par nations au 15 août 2013 qualifient 14 coureuses dont 7 partantes. Les dix nations suivantes en qualifient douze dont six partantes, et les cinq suivantes dix dont cinq partantes. Les autres nations et celles non-classées peuvent qualifier six coureuses dont trois partantes. La championne du monde et la championne olympique, Marianne Vos (Pays-Bas) pourra être alignée en plus du quota accordée à sa fédération.

#### Course en ligne - hommes U23
Le système de qualification pour la course en ligne hommes de moins de 23 ans est basé sur les classements par nations des moins de 23 ans des circuits continentaux au 15 août 2013 :
- la première nation classée à l'UCI Africa Tour peut inscrire dix coureurs dont cinq partants, la deuxième en inscrit huit dont quatre partants, et les deux suivantes six dont trois partants ;
- les trois premières nations classées à l'UCI America Tour peuvent inscrire dix coureurs dont cinq partants, les trois suivantes en inscrivent huit dont quatre partants, et les trois suivantes six dont trois partants ;
- les deux premières nations classées à l'UCI Asia Tour peuvent inscrire dix coureurs dont cinq partants, les deux suivantes en inscrivent huit dont quatre partants, et les deux suivantes six dont trois partants ;
- les quinze premières nations classées à l'UCI Europe Tour peuvent inscrire dix coureurs dont cinq partants, les cinq suivantes en inscrivent huit dont quatre partants, et les six suivantes six dont trois partants ;
- la première nation classée à l'UCI Oceania Tour peut inscrire dix coureurs dont cinq partants, la deuxième en inscrit six dont trois partants ;

Les cinq premières nations au classement de la Coupe des nations peuvent aligner un coureur supplémentaire. Il s'agit de la France, du Royaume-Uni, des Pays-Bas, de la Norvège et de la Belgique. Une nation classée à la Coupe des nations et qui ne serait pas encore qualifiée peut inscrire deux coureurs dont un partant.
Les champions continentaux peuvent être alignés en supplément du quota attribué à leur nation, à condition toutefois de ne pas dépasser la limite de six coureurs partants par nation. Ainsi une nation qui aurait qualifié un sixième coureur via le classement de la Coupe des nations ne peut bénéficier de cette règle. Un champion continental dont la nation ne s'est pas qualifiée peut toutefois participer à la course.
La nation organisatrice peut aligner 10 coureurs dont 5 partants.

#### Course en ligne - hommes juniors
Les 10 premières nations du classement au 15 août 2013 de la Coupe des nations présentent 12 coureurs, dont 6 partants. Les 5 nations suivantes engagent 10 coureurs dont 5 partants, les 5 suivants 8 coureurs dont 4 partants. Les nations non classées engagent 6 coureurs dont 3 partants. La nation organisatrice engage 10 coureurs dont 5 partants.

#### Course en ligne - femmes juniors
Chaque fédération engage 8 coureuses, dont 4 partantes.

#### Contre-la-montre
Quelle que soit la catégorie, chaque nation envoie 4 coureurs, dont 2 partants. Une fédération peut sélectionner pour l'épreuve hommes élite des coureurs de 19 ans ou plus ; cependant, ces derniers ne pourront pas prendre part à l'épreuve U23. De plus, un coureur de moins de 23 ans membre d'une équipe World Tour ne peut pas s'engager dans l'épreuve U23, ce qui n'est toutefois pas le cas des stagiaires. Le champion du monde Tony Martin et Judith Arndt (Allemagne) pourront être engagés en plus du quota de leur nation, tout comme les champions continentaux.

#### Contre-la-montre par équipes UCI - hommes
Les équipes World Tour sont obligées de prendre part à l'épreuve. Une invitation est envoyée à la première équipe africaine de l'UCI Africa Tour, aux 5 premières équipes américaines de l'UCI America Tour, aux 5 premières équipes asiatiques de l'UCI Asia Tour, aux 20 premières équipes européennes de l'UCI Europe Tour et à la première équipe océanienne de l'UCI Oceania Tour. Les équipes engagées inscriront 9 coureurs dont 6 partants.

#### Contre-la-montre-par équipes UCI - femmes
Une invitation est envoyée aux 20 premières équipes féminines UCI. Les équipes engagées inscriront 9 coureuses dont 6 partantes.

### Programme des épreuves
Le programme des épreuves est dévoilé le 28 mai 2013. Selon le directeur du comité d'organisation Angelo Zomegnan, « le circuit est un des plus difficiles depuis de nombreuses années et proposera quelques courses spectaculaires ». Le circuit des courses en ligne dévoilé fin mai 2013 est long de 16,57 km, vallonné notamment par la côte de Fiesole, la Via Salvati et un mur à Ponte Rosso. Les épreuves en ligne commencent par une partie de 56,2 km sans difficulté particulière, puis les femmes et les juniors effectuent 5 tours de circuit, les espoirs 7 et les hommes 13. Les juniors femmes parcourent 5 tours de circuit, sans la partie initiale. Finalement, le circuit final est toujours précédé par une partie en ligne, dorénavant longue de 106,56 km au départ de Lucques pour les hommes et de 57,2 km au départ de Montecatini Terme pour les femmes, les espoirs et les juniors hommes. En plus de leurs parties en lignes, les juniors hommes parcourent 5 tours de circuit de même que pour les femmes, les juniors femmes ont le même nombre de tour de circuit mais pas de partie en ligne, les espoirs 7 tours et les hommes 10.
| Dimanche 22 septembre - 10 h : Femmes - Par équipes UCI : 42,79 km - 14 h : Hommes - Par équipes UCI : 57,2 km Lundi 23 septembre - 10 h : Femmes - Juniors : 16,19 km - 14 h : Hommes - Moins de 23 ans : 43,46 km Mardi 24 septembre - 10 h : Hommes - Juniors : 21,8 km - 14 h : Femmes - Élites : 21,8 km Mercredi 25 septembre - 13 h 15 : Hommes - Élites : 57,86 km | Vendredi 27 septembre - 9 h : Femmes - Juniors : 82,85 km - 13 h : Hommes - Moins de 23 ans : 173,19 km Samedi 28 septembre - 9 h : Hommes - Juniors : 140,5 km - 14 h : Femmes - Élites : 140,5 km Dimanche 29 septembre - 10 h : Hommes - Élites : 272,26 km |

### Prix
L'UCI attribue des primes lors des différentes épreuves.
|                                  | Rang  | Hommes élites | Femmes élites | Hommes U23 | Hommes juniors | Femmes juniors | Total     |
| -------------------------------- | ----- | ------------- | ------------- | ---------- | -------------- | -------------- | --------- |
| Courses en ligne                 | 1     | 7 667 €       | 7 667 €       | 3 833 €    | 1 533 €        | 1 533 €        | 22 233 €  |
| Courses en ligne                 | 2     | 5 367 €       | 5 367 €       | 2 683 €    | 1 150 €        | 1 150 €        | 15 717 €  |
| Courses en ligne                 | 3     | 3 067 €       | 3 067 €       | 1 533 €    | 767 €          | 767 €          | 9 201 €   |
| Courses en ligne                 | Total | 16 101 €      | 16 101 €      | 8 049 €    | 3 450 €        | 3 450 €        | 47 151 €  |
| Contre-la-montre                 | 1     | 3 833 €       | 3 833 €       | 3 067 €    | 767 €          | 767 €          | 12 267 €  |
| Contre-la-montre                 | 2     | 2 300 €       | 2 300 €       | 1 533 €    | 383 €          | 383 €          | 6 899 €   |
| Contre-la-montre                 | 3     | 1 633 €       | 1 633 €       | 767 €      | 230 €          | 230 €          | 4 493 €   |
| Contre-la-montre                 | Total | 7 766 €       | 7 766 €       | 5 367 €    | 1 380 €        | 1 380 €        | 23 659 €  |
| Contre-la-montre par équipes UCI | 1     | 33 333 €      | 10 666 €      | -          | -              | -              | 43 999 €  |
| Contre-la-montre par équipes UCI | 2     | 20 833 €      | 6 666 €       | -          | -              | -              | 27 499 €  |
| Contre-la-montre par équipes UCI | 3     | 16 666 €      | 4 166 €       | -          | -              | -              | 20 832 €  |
| Contre-la-montre par équipes UCI | 4     | 8 333 €       | 2 500 €       | -          | -              | -              | 10 833 €  |
| Contre-la-montre par équipes UCI | 5     | 4 166 €       | 1 666 €       | -          | -              | -              | 5 832 €   |
| Contre-la-montre par équipes UCI | Total | 83 331 €      | 25 664 €      | -          | -              | -              | 108 995 € |
| Total                            | Total | 107 198 €     | 49 531 €      | 13 416 €   | 4 830 €        | 4 830 €        | 179 805 € |

## Calendrier
| C | Course |

| Évènements            | Évènements            | Évènements            | Calendrier | Calendrier | Calendrier | Calendrier | Calendrier | Calendrier | Calendrier | Calendrier | Calendrier |
| Évènements            | Évènements            | Évènements            | 21         | 22         | 23         | 24         | 25         | 26         | 27         | 28         | 29         |
| Évènements            | Évènements            | Évènements            | Septembre  |            |            |            |            |            |            |            |            |
| Cérémonie d'ouverture | Cérémonie d'ouverture | Cérémonie d'ouverture | •          |            |            |            |            |            |            |            |            |
|                       |                       |                       |            |            |            |            |            |            |            |            |            |
| Hommes                |                       |                       |            |            |            |            |            |            |            |            |            |
| Par équipes UCI       | Contre-la-montre      |                       | C          |            |            |            |            |            |            |            |            |
| Élites                | Course en ligne       |                       |            |            |            |            |            |            |            | C          |            |
| Élites                | Contre-la-montre      |                       |            |            |            | C          |            |            |            |            |            |
| Moins de 23 ans       | Course en ligne       |                       |            |            |            |            |            | C          |            |            |            |
| Moins de 23 ans       | Contre-la-montre      |                       |            | C          |            |            |            |            |            |            |            |
| Juniors               | Course en ligne       |                       |            |            |            |            |            |            | C          |            |            |
| Juniors               | Contre-la-montre      |                       |            |            | C          |            |            |            |            |            |            |
|                       |                       |                       |            |            |            |            |            |            |            |            |            |
| Femmes                |                       |                       |            |            |            |            |            |            |            |            |            |
| Par équipes UCI       | Contre-la-montre      |                       | C          |            |            |            |            |            |            |            |            |
| Élites                | Course en ligne       |                       |            |            |            |            |            |            | C          |            |            |
| Élites                | Contre-la-montre      |                       |            |            | C          |            |            |            |            |            |            |
| Juniors               | Course en ligne       |                       |            |            |            |            |            | C          |            |            |            |
| Juniors               | Contre-la-montre      |                       |            | C          |            |            |            |            |            |            |            |
|                       |                       |                       |            |            |            |            |            |            |            |            |            |

## Podiums

### Épreuves masculines
| Épreuves                             | Or                                                                                            | Or | Or                | Argent                                                                            | Argent | Argent  | Bronze                                                                                                  | Bronze | Bronze        |
| ------------------------------------ | --------------------------------------------------------------------------------------------- | -- | ----------------- | --------------------------------------------------------------------------------- | ------ | ------- | --- | ------ | ------------- |
| Élites                               |                                                                                               |    |                   |                                                                                   |        |         | |        |               |
| Course en ligne Résultats détaillés  | Rui Costa                                                                                     | en | 7 h 25 min 44 s   | Joaquim Rodríguez                                                                 | +      | 0 s     | Alejandro Valverde                                                                                      | +      | 15 s          |
| Contre-la-montre Résultats détaillés | Tony Martin                                                                                   | en | 1 h 5 min 36 s 65 | Bradley Wiggins                                                                   | +      | 46 s 09 | Fabian Cancellara                                                                                       | +      | 48 s 34       |
| Par équipes UCI                      |                                                                                               |    |                   |                                                                                   |        |         | |        |               |
| Contre-la-montre Résultats détaillés | Omega Pharma-Quick Step                                                                       | en | 1 h 4 min 16 s 81 | Orica-GreenEDGE                                                                   | +      | 0 s 81  | Sky | +      | 22 s 55       |
| Contre-la-montre Résultats détaillés | Sylvain Chavanel Michał Kwiatkowski Tony Martin Niki Terpstra Kristof Vandewalle Peter Velits | en | 1 h 4 min 16 s 81 | Luke Durbridge Michael Hepburn Daryl Impey Brett Lancaster Jens Mouris Svein Tuft | +      | 0 s 81  | Edvald Boasson Hagen Christopher Froome Vasil Kiryienka Richie Porte Kanstantsin Siutsou Geraint Thomas | +      | 22 s 55       |
| Moins de 23 ans                      |                                                                                               |    |                   |                                                                                   |        |         | |        |               |
| Course en ligne Résultats détaillés  | Matej Mohorič                                                                                 | en | 4 h 20 min 18 s   | Louis Meintjes                                                                    | +      | 3 s     | Sondre Holst Enger                                                                                      | +      | 13 s          |
| Contre-la-montre Résultats détaillés | Damien Howson                                                                                 | en | 49 min 49 s 97    | Yoann Paillot                                                                     | +      | 57 s 11 | Lasse Norman Hansen                                                                                     | +      | 1 min 10 s 13 |
| Juniors                              |                                                                                               |    |                   |                                                                                   |        |         | |        |               |
| Course en ligne Résultats détaillés  | Mathieu van der Poel                                                                          | en | 3 h 33 min 14 s   | Mads Pedersen                                                                     | +      | 3 s     | Iltjan Nika                                                                                             | +      | 3 s           |
| Contre-la-montre Résultats détaillés | Igor Decraene                                                                                 | en | 26 min 56 s 83    | Mathias Krigbaum                                                                  | +      | 8 s 66  | Zeke Mostov                                                                                             | +      | 20 s 97       |

### Épreuves féminines
| Épreuves                             | Or | Or | Or              | Argent | Argent | Argent       | Bronze | Bronze | Bronze        |
| ------------------------------------ | --- | -- | --------------- | --- | ------ | ------------ | --- | ------ | ------------- |
| Élites                               | |    |                 | |        |              | |        |               |
| Course en ligne Résultats détaillés  | Marianne Vos | en | 3 h 44 min 0 s  | Emma Johansson | +      | 15 s         | Rossella Ratto | +      | 15 s          |
| Contre-la-montre Résultats détaillés | Eleonora van Dijk | en | 27 min 48 s 18  | Linda Villumsen | +      | 24 s 10      | Carmen Small | +      | 28 s 74       |
| Par équipes UCI                      | |    |                 | |        |              | |        |               |
| Contre-la-montre Résultats détaillés | Specialized-lululemon | en | 51 min 10 s 69  | Rabo Women | +      | 1 min 11 s 9 | Orica-AIS | +      | 1 min 33 s 83 |
| Contre-la-montre Résultats détaillés | Trixi Worrack (GER) Lisa Brennauer (GER) Eleonora van Dijk (NED) Evelyn Stevens (USA) Carmen Small (USA) Katie Colclough (GBR) | en | 51 min 10 s 69  | Marianne Vos (NED) Annemiek van Vleuten (NED) Pauline Ferrand-Prévot (FRA) Lucinda Brand (NED) Thalita de Jong (NED) Roxane Knetemann (NED) | +      | 1 min 11 s 9 | Loes Gunnewijk (NED) Melissa Hoskins (AUS) Emma Johansson (SWE) Shara Gillow (AUS) Amanda Spratt (AUS) Annette Edmondson (AUS) | +      | 1 min 33 s 83 |
| Juniors                              | |    |                 | |        |              | |        |               |
| Course en ligne Résultats détaillés  | Amalie Dideriksen | en | 2 h 32 min 23 s | Anastasiia Iakovenko | +      | 0 s          | Olena Demydova | +      | 3 s           |
| Contre-la-montre Résultats détaillés | Séverine Eraud | en | 22 min 42 s 63  | Alexandria Nicholls | +      | 2 s 69       | Alexandra Manly | +      | 8 s 17        |

## Tableau des médailles
Avec 3 médailles d'or, glanées chez les femmes élites et sur la course en ligne hommes juniors les Pays-Bas terminent en tête du tableau des médailles.
| Rang  | Nation           | Or | Argent | Bronze | Total |
| ----- | ---------------- | -- | ------ | ------ | ----- |
| 1     | Pays-Bas         | 3  | 0      | 0      | 3     |
| 2     | Danemark         | 1  | 2      | 1      | 4     |
| 3     | Australie        | 1  | 1      | 1      | 3     |
| 4     | France           | 1  | 1      | 0      | 2     |
| 5     | Belgique         | 1  | 0      | 0      | 1     |
| 5     | Allemagne        | 1  | 0      | 0      | 1     |
| 5     | Portugal         | 1  | 0      | 0      | 1     |
| 5     | Slovénie         | 1  | 0      | 0      | 1     |
| 9     | Espagne          | 0  | 1      | 1      | 2     |
| 10    | Royaume-Uni      | 0  | 1      | 0      | 1     |
| 10    | Afrique du Sud   | 0  | 1      | 0      | 1     |
| 10    | Nouvelle-Zélande | 0  | 1      | 0      | 1     |
| 10    | Russie           | 0  | 1      | 0      | 1     |
| 10    | Suède            | 0  | 1      | 0      | 1     |
| 15    | États-Unis       | 0  | 0      | 2      | 2     |
| 16    | Albanie          | 0  | 0      | 1      | 1     |
| 16    | Italie           | 0  | 0      | 1      | 1     |
| 16    | Norvège          | 0  | 0      | 1      | 1     |
| 16    | Suisse           | 0  | 0      | 1      | 1     |
| 16    | Ukraine          | 0  | 0      | 1      | 1     |
| Total | Total            | 10 | 10     | 10     | 30    |

Note : Les médailles des épreuves de contre-la-montre par équipes de marques, récompensant au sein de chaque équipe des coureurs et coureuses de différentes nationalités, ne sont pas comptabilisées dans ce tableau

## Diffusion
- Australie: SBS 2 (Internet Broadcast)
- Belgique : Canvas, Één, La Deux
- Brésil : SporTV
- Canada : Rogers Sportsnet, RDS
- Chine : CCTV
- Colombie : RCN, Win Sports
- République tchèque : ČT Sport
- Danemark : TV3+, TV3 Sport 1 (Internet Broadcast)
- France: France 3, beIN Sport
- Hongrie : Sport 1
- Israël : Sport 1
- Italie : Rai Sport 2, Rai 3
- Moyen Orient : Al Jazeera
- Japon : NHK BS 1, NHK
- Pays-Bas : NOS
- Norvège : Viasat 4, Viasat Sport
- Asie : Eurosport Asia/Pacific
- Pologne : Polsat Sport
- Slovaquie : Dvojka
- Slovénie : RTV Slovenija
- Afrique du Sud : SuperSport
- Amérique du Sud : Direct TV, TDN
- Suède : TV10 / Viasat Sport, Viasat 14 HD
- Suisse : RSI, RTS, SRF
- Royaume-Uni : BBC Television (Internet Broadcast)
- USA : Universal Sports (Internet Broadcast)
- Dans le monde entier : UCI YouTube channel (Internet Broadcast)

Source